# Sulculeolaria biloba
Sulculeolaria biloba is een hydroïdpoliep uit de familie Diphyidae. De poliep komt uit het geslacht Sulculeolaria. Sulculeolaria biloba werd in 1846 voor het eerst wetenschappelijk beschreven door Sars. 